# Janvier Yahouédéou
Janvier Yahouédéou, né François Janvier Yahouédéou le 1er janvier 1962  à Ouinfa, dans le département du Mono, est un homme d'affaires, homme politique béninois, écrivain, professeur en Transformation numérique et actuellement ministre conseiller chargé des Affaires économiques et du numérique du Président Patrice Talon.

## Biographie
Janvier Yahouédéou est un citoyen béninois, originaire de Agonli-Covè dans le département du Zou.
Après ses études secondaires aux CEG de Sainte-Rita et de Gbégamey où il obtint son baccalauréat série C en 1982, Janvier Yahouédéou fit son service militaire en 1983 avant d’être admis étudiant de la première promotion des informaticiens du Bénin à l’Institut National d’Économie (INE). Cette filière a été créée par l’UNESCO au profit des 5 pays du Conseil de l’Entente où, il eut trois ans après, son premier diplôme universitaire d’analyste-programmeur en 1986.
Ancien membre de l'Association française pour la cybernétique économique et technique, Janvier Yahouédéou obtiendra sa maîtrise en informatique de gestion avec une spécialisation en Télé-informatique en 1988 à l’université Paris-Dauphine puis finit ses études avec un doctorat en intelligence artificielle en 1989.

## Carrière professionnelle

### Création de ses premières sociétés
En 1987, c’est à l’âge de 26 ans que Janvier Yahouédéou fait fortune en créant sa première société informatique, la multinationale Master Soft successivement en Europe et en Afrique. Les mois suivants, la société ouvrira une filiale aux États-Unis sous la forme d'une industrie de production de cartes mères puis d’ordinateurs tropicalisés sous le label Master Systems. La même année, il créa la revue scientifique Sciences et Techniques.
Au début des années 1990, il obtint la gestion des plus grandes salles de cinéma du Bénin, à travers lesquelles les sorties cinématographiques hollywoodiennes étaient projetées. Aussi, il fut connu pour la promotion d'événements sportifs tels que des compétitions de boxe et des concerts. Il a notamment été le premier promoteur à faire monter la chanteuse congolaise Pierrette Adams sur scène au Bénin.
En 1994, il créa Master Schools, les premières universités d'ingénierie informatique au Bénin, puis en 1999, la chaîne de radiodiffusion Radio Planète.
En 2014, il lançait la société VIT Industries, une chaîne d'usines de fabrication et de production de lessive en poudre et de papiers hygiéniques en Afrique de l'Ouest.

## Parcours politique

### Militantisme et engagement
Farouche opposant à la mauvaise gestion de son pays, il écrivit plusieurs livres politiques très critiques sur la gestion du président Mathieu Kérékou : Les Vraies Couleurs du Caméléon en 2002 et Crépuscule d’un dictateur en 2004 et Etat d'urgence en 2006 aux éditions Planète Communications.
En 2009, il dénonçait à l'Assemblée nationale, un scandale relatif à l’acquisition par l'État béninois de matériels agricoles usagés plus connu sous le nom de “Affaires machines agricoles”. Ce scandale, largement documenté par Yahouédéou avec des preuves à l’appui, soulève des questions sur la gestion des fonds publics et la transparence des procédures d’acquisition au Bénin. L’affaire pour laquelle des noms d'hommes d'affaires tels que ceux de Olivier Boko ou Rock Nieri furent cités, demeure une référence dans les débats sur la bonne gouvernance et la lutte contre la corruption dans le pays.
En 2013, face à la volonté affichée du président Thomas Boni Yayi de modifier la Constitution à des fins jugées personnelles, Janvier Yahouédéou, soutenu par une soixantaine de députés, a cofondé le groupe Sursaut Patriotique. Ce mouvement s’est illustré par un vaste plan de communication national dénonçant la révision opportuniste de la Constitution, notamment à travers la campagne emblématique des affiches “Touche pas à ma Constitution”. Bien que ces affiches aient marqué les esprits, bon nombre d’entre elles furent vandalisées ou détruites dans les jours qui suivirent, témoignant des tensions autour de cette initiative.

### Les premières années en politique
En 2004, il crée son parti politique baptisé le Réveil patriotique avant de le quitter en 2018 pour rejoindre le Bloc républicain, un parti affilié au président Patrice Talon à la suite d'une nouvelle charte des partis politiques au Bénin.
En avril 2006, Janvier Yahouédéou fut candidat à l'élection présidentielle béninoise de 2006, où il finira à la 10e place sur une vingtaine de candidats. De 2006 à 2007, il occupera le poste de chargé de mission du président Thomas Boni Yayi.

### Entrée à l'Assemblée nationale
En 2007, il est élu député de la 24e circonscription électorale sur la Liste des députés béninois de la Ve législature. Pendant son mandat, il siégera de 2007 à 2011 comme juge à la Haute Cour de justice du Bénin. En mars 2011, il se présente pour la seconde fois à l'élection présidentielle et en ressort 6e avec 0,56% (16 591 votants) des voix.
En 2015, il est à nouveau élu député de l'alliance Renaissance du Bénin (RB)-Réveil Patriotique (RP) à la suite des élections législatives béninoises de 2015 avant d'être nommé Président du Parlement Régional de l'UEMOA pour un mandat d'une année par le président Thomas Boni Yayi.
Le 17 mai 2018, il est élu président du Conseil d’orientation et de supervision de la liste électorale permanente informatisée (COS-LEPI) pour un mandat de 6 mois, tout en poursuivant son mandat de député à l'Assemblée nationale du Bénin. Son mandat de député prit officiellement fin en mai 2023,.

### Sous la présidence de Patrice Talon (2016-2026)
Le 11 décembre 2024, il est nommé ministre conseiller chargé des Affaires économiques et du numérique par le Président Patrice Talon puis nommé coordonnateur du Collège des Ministres conseillers le 6 janvier 2025,.

## Distinctions
Commandeur de l’Ordre National du Bénin
Chevalier de l’Ordre de Mérite National du Sang